# Quercus robbinsii
Quercus robbinsii är en bokväxtart som beskrevs av William Trelease. Quercus robbinsii ingår i släktet ekar, och familjen bokväxter. Inga underarter finns listade i Catalogue of Life.